# Aeroportul Regional Hagerstown
Aeroportul Regional Hagerstown (IATA: HGR, ICAO: KHGR, FAA LID: HGR) este un aeroport din Comitatul Washington, Maryland, Maryland, Statele Unite ale Americii ce deservește zona Hagerstown⁠(d). Aeroportul a fost tranzitat în 2019 de 58.210 pasageri. A fost numit după zona deservită.
Situat la o altitudine de 214 m, aeroportul dispune de 2 piste.

## Infrastructură

### Piste
Aeroportul dispune de 2 piste. Pista 02/20 are suprafața de asfalt și dimensiunile 3.165 picioare × 100 picioare. Pista 09/27 are suprafața de asfalt și dimensiunile 7.000 picioare × 150 picioare. 